# Kian
Città di Kian (farsi: شهرکیان) è una città dello shahrestān di Shahr-e Kord, circoscrizione Centrale, nella provincia di Chahar Mahal e Bakhtiari. 